# Alla är vi vinterapor
Alla är vi vinterapor (franska: Un singe en hiver) är en fransk dramakomedifilm från 1962 i regi av Henri Verneuil, med Jean Gabin och Jean-Paul Belmondo i huvudrollerna. Den handlar om en nykter alkoholist som driver ett hotell i Normandie och har lovat sin fru att aldrig dricka alkohol igen. För att stödja en gäst, en man som är nervös för att han ska träffa sin dotter för första gången, berättar han krigshistorier och börjar supa för att ingjuta mod. Filmens förlaga är romanen Un singe en hiver av Antoine Blondin.
Filmen var nära att stoppas av den franska filmcensuren för att den ansågs romantisera alkohol på ett överdrivet sätt. I Frankrike har den status som en kultfilm, främst på grund av en scen där Gabins och Belmondos rollfigurer är fulla tillsammans i en bar.

## Medverkande
- Jean Gabin som Albert Quentin
- Jean-Paul Belmondo som Gabriel Fouquet
- Suzanne Flon som Suzanne Quentin, Alberts fru
- Noël Roquevert som Landru, ägaren av Chic Parisien
- Paul Frankeur som Monsieur Esnault, kaféägaren
- Gabrielle Dorziat som Madame Victoria

## Tillkomst
Producenten Jacques Bar ville ursprungligen göra en filmatisering av Roger Vercels roman Förbjuden kust, som handlar om kaptenen på en fiskebåt på väg mot Grönland. Jean Gabin anlitades till huvudrollen, men när inspelningen skulle börja luktade båten så starkt av torsk att Gabin vägrade att gå ombord. Manusförfattaren Michel Audiard föreslog att de istället kunde filmatisera Antoine Blondins roman Un singe en hiver, och Jean-Paul Belmondo värvades till den andra huvudrollen. Inspelningen skedde i Villerville, Calvados, under vintern 1962.